# Pueblo embu
El pueblo embu pertenece al complejo lingüístico bantú y es originario de la antigua etnia thagicu de la que se separó junto con sus vecinos mbere entre los siglos XV y XVI. Hablan un dialecto kikuyu conocido como kiembu y habitan en las tierras bajas del sur del monte Kenia, en el actual condado de Embu. Se estima su población en 444.000 personas. La agricultura intensiva es su mayor rubro económico, en la que destacan las plantaciones de cereales, hortalizas, bananas, café y tabaco. También trabajan la apicultura.
Están emparentados con sus vecinos ganaderos, el pueblo mbere que habla otro dialecto kikuyu, el kimbere. Ambos pueblos comparten origen y buena parte de su historia es común. Pero siendo el idioma un elemento fundamental en las identidades étnicas keniatas, no todos los autores coinciden en considerar a embus y mberes un mismo pueblo.  La solución académica ha sido tratarlos como etnias individualizadas o como complejo embu-mbere.

## Territorio

Pueblo del monte Kenia (en francés)

Los embus viven en el centro-este de Kenia, en las laderas sureste del monte Kenia, entre altitudes de 2.100 metros y 1.200 metros aproximadamente. Administrativamente sus tierras constituyen el condado de Embu, cuyos límites forman una especie de triángulo escaleno. Su vértice norte es el bosque del monte Kenia. Al oeste los arroyos Kiye y Rupingazi lo separan del país kikuyu, el arroyo Thuci en el este limita con el país Chuka, y su base atraviesa una llanura cálida y seca de tierras bajas. . Más allá de esta base vive el pueblo mbere en la división que lleva su nombre. Este triángulo imaginario se inclina moderadamente desde el vértice hasta la base, cayendo desde los 2000 metros a los 1.300 metros en una distancia de aproximadamente 22,5 km. Dentro de esta pendiente general existen docenas de arroyos que hacen cortes profundos en la tierra, especialmente en las del norte. Todos los arroyos desembocan en el río Tana, que a su vez lleva sus aguas hasta el océano Índico. Las crestas entre arroyos y algunos valles ofrecen grandes extensiones de terreno más o menos llano. Al sur de la comunidad embu se encuentran sus parientes del pueblo mbere. Al oeste los vecinos son los kikuyu estrechamente relacionados en los condados de Kirinyaga, Nyeri, Kiambu, Muranga y Nyandarua. El pueblo meru limita al este con el condado y las poblaciones de Embu.
Los pueblos kikuyu, meru y embu monopolizaron las mejores tierras de cultivo del centro y suroeste de Kenia. La fertilidad de suelo y las buenas precipitaciones aseguraron su autoabastecimiento de productos alimenticios desde por lo menos el siglo XIX. Los tres grupos cultivaban frijoles, guisantes, batatas, sorgo, arrurruz y mijo, además de domesticar cabras, ovejas y ganado, aunque no en una escala similar a la de sus vecinos pastores, los masái.

## Idioma

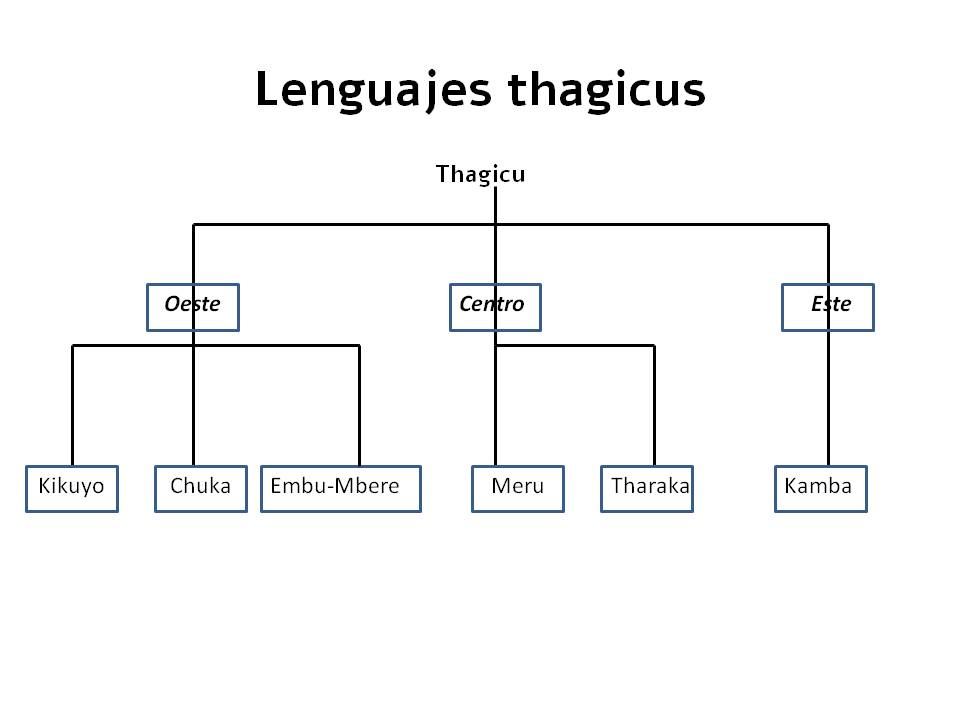
Evolución de los lenguajes thagicus

El dialecto embu-kiembu pertenece a las lenguas bantúes de la familia thagicu y dentro del grupo kikuyu-kamba (E.52) según Ethnologe o kikuyo-embu según Glottolog. Se identifica con la sigla ebu según la Autoridad de Registro ISO 639-3. Posee expresión escrita utilizando símbolos o grafías latinas.
El grupo de idiomas thagicu se asentó en las tierras altas centrales de Kenia. Los hablantes de thagicu incluyen además de los embus a los kikuyus, kambas y merus. Los lingüistas sitúan el origen de este grupo entre los tramos superiores de los ríos Athi y Tana. La diferenciación en diversos idiomas mencionados anteriormente ocurrió en la primera mitad del segundo milenio d. C.

### Contexto lingüístico

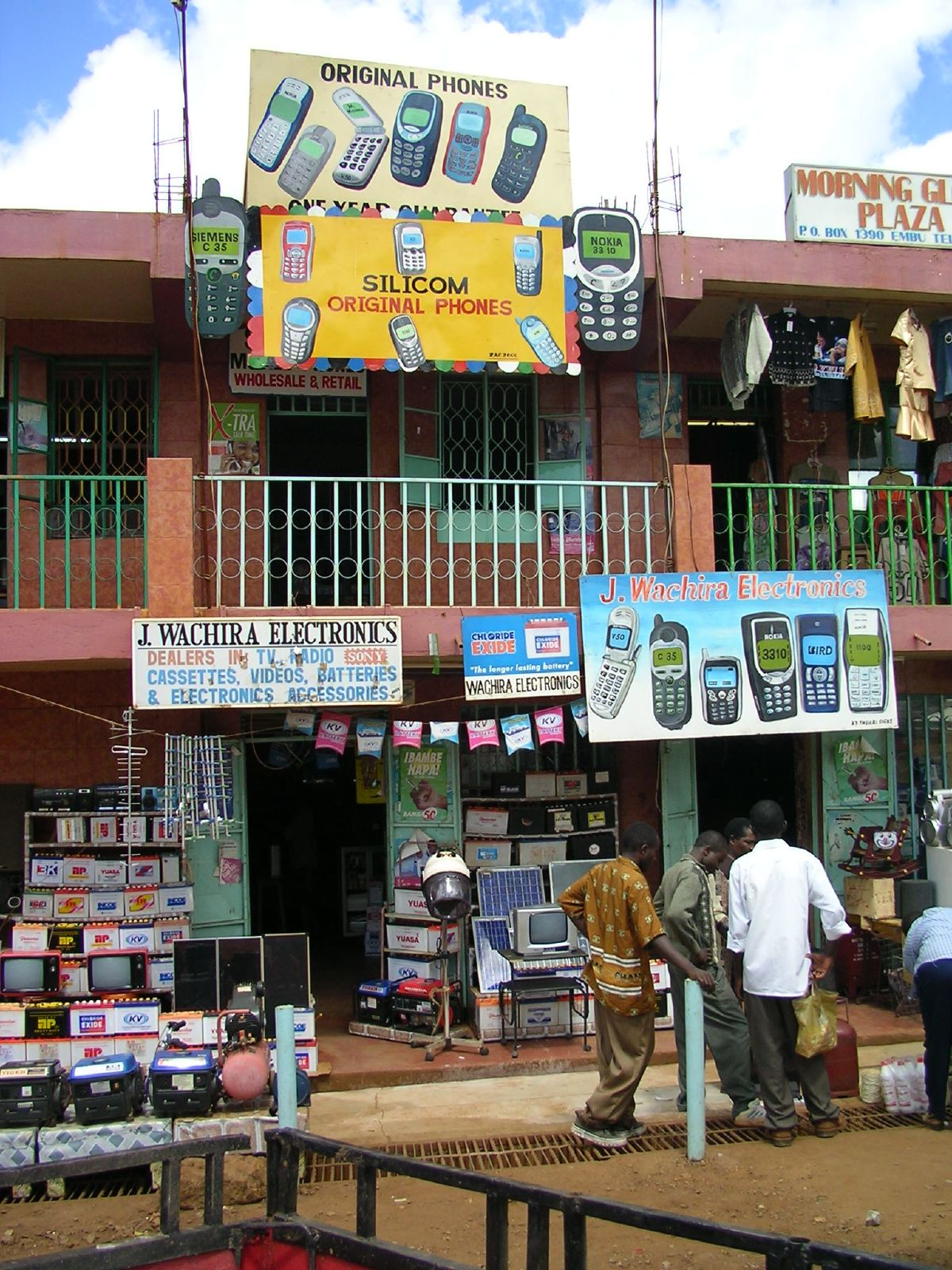
Embu, Kenia

La mayoría de los pueblos de Kenia hablan lenguas bantúes. Sus ancestros habrían ingresado al actual territorio keniata entre el año 500 a. C. y el siglo I d. C. desde el oeste y el sur. Se pueden dividir en cuatro grandes grupos:
- Grupo lacustre: la mayoría de sus comunidades están al oeste de Kenia y en Uganda. Destacan los pueblos luyia, gusii y kuria.
- Grupo thagicu: Viven en el centro-este de Kenia y en las cercanías del monte Kenia. Incluye a los pueblos kamba, kikuyu, embu y meru.
- Grupo costero: Incluyen al grupo sabaki, algunos colectivos del pueblo mijikenda, a los suajilis y al pueblo pokomo.
- Grupo chaga-taita: Destacan el pueblo taita y el chaga.

## Historia

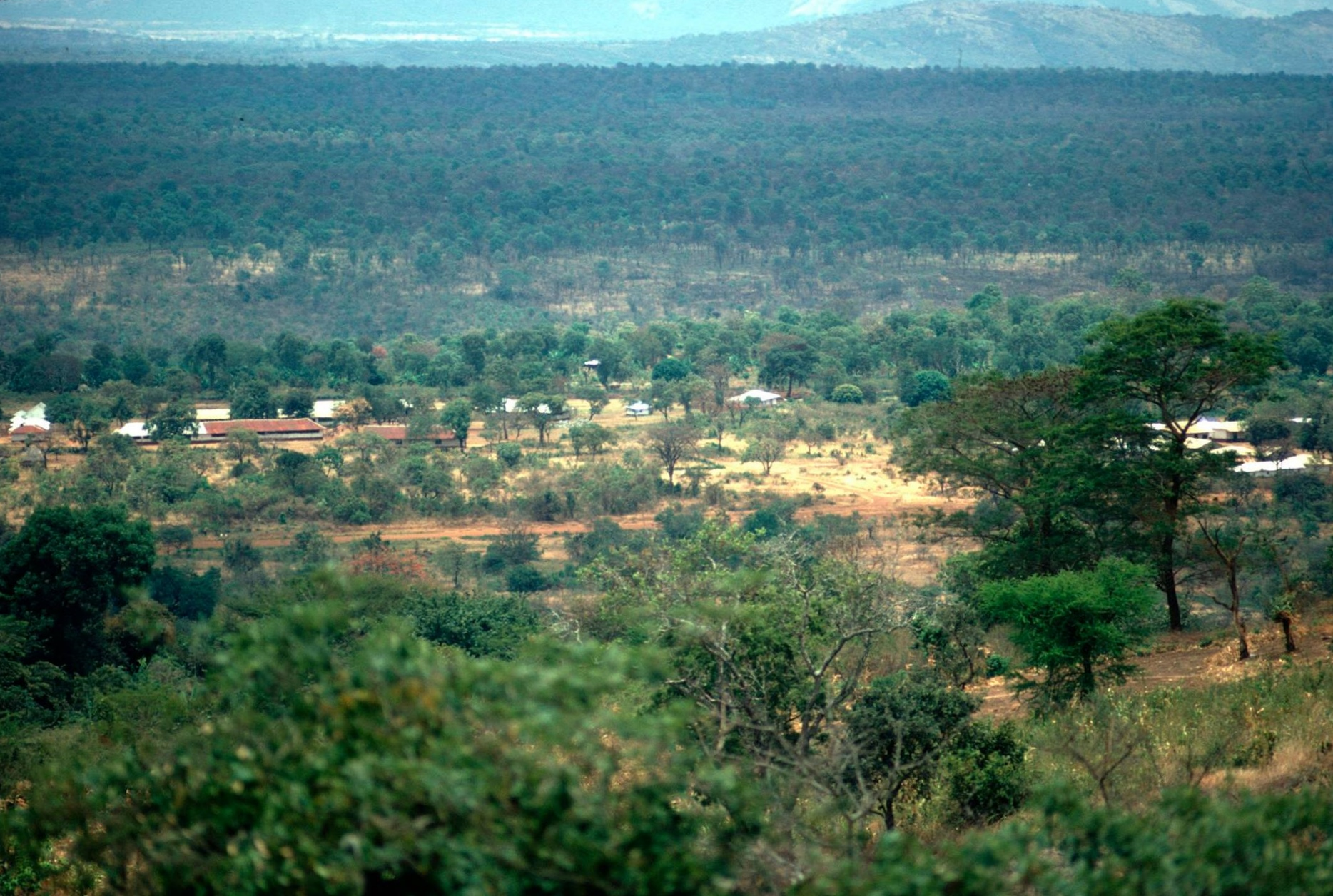
Kanyuambora, Embu, Kenia, vista aérea.

### Leyenda fundacional
Según cuenta la tradición oral son hijos de una pareja de hermanos incestuosos. Ambos fueron expulsados por ello de su hogar o tierra natal. Fue entonces cuando tras emigrar y llegar al monte Kenia fundaron una nueva casa. La descendencia de estos hermanos se convirtió en los "hijos de embu”.

### Emigración al monte Kenia

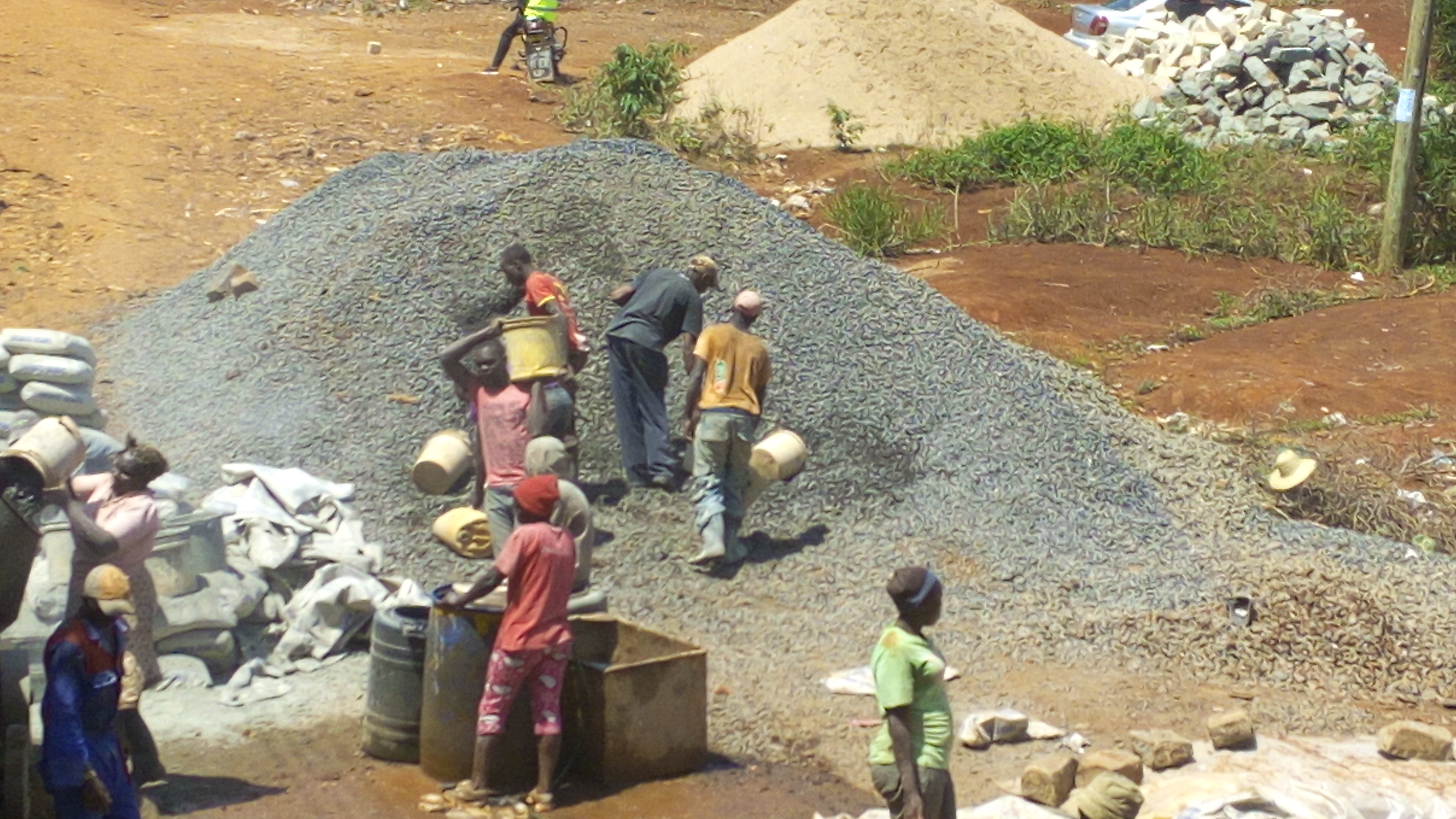
Equipo de obreros de Embu

A partir del siglo XV el pueblo embu comenzó a migrar desde la actual zona norte de Meru hacia el sur y el este, alrededor del monte Kenia. Hasta entonces formaban parte del grupo thagicu y una oleada de hambrunas se supone que fueron la causa principal de los movimientos poblacionales o migraciones. Los estudios de las tradiciones chuka, embu, kikuyo y mbere parecen indicar que originariamente tenían una economía pastoril y recolectora hasta su llegada al monte Kenia. Posteriormente entre los siglos XVII y XVIII las oleadas de escindidos thagicu se fueron asentando en las laderas sur y sureste del monte Kenia. En esta región, los embu desarrollaron una forma de vida basada en el cultivo intensivo de cereales, hortalizas y bananas.
Siguiendo la tradición oral de los embus y de otros pueblos thagicu se afirma que su asentamiento en el monte Kenia tuvo lugar a partir de la compra de terrenos a cazadores-recolectores de origen nilótico conocidos como pueblo okiek. Además, las tradiciones orales de los kikuyus, chukas y embus recuerdan a los gumbas, un pueblo ganadero y artesano del hierro. Los kikuyus afirman que los gumbas resistieron su colonización y posterior asentamiento en las tierras altas hasta que lograron imponerse en el siglo XIX.
Por su parte, la rama thagico que se situó en la región de sabana desarrollaría una economía ganadera que se tradujo en una cultura y un dialecto propio bajo la identidad mbere o mbeere. Las relaciones comerciales y culturales fueron intensas entre mberes y embus hasta la imposición colonial británica de 1906. La administración europea relegó a los mberes en el acceso a los mercados al contrario de lo que sucedería con los productos embus. Desde entonces la rivalidad política entre ambos pueblos se mantuvo a lo largo del siglo XX.

### Época colonial
En 1901, el gobierno británico anunció su intención de consolidar sus fuerzas militares en África Oriental y Central. El 1 de enero de 1902, nació el KAR (sigla en inglés de Rifles Africanos del Rey), con una fuerza de seis batallones integrados por 104 oficiales europeos y 4.579 suboficiales y soldados africanos. Durante el período 1902 - 1914, las actividades de la KAR se limitaron en gran medida a mantener la seguridad interna y aplastar la oposición africana al dominio colonial británico. Esto último implicó el lanzamiento de expediciones punitivas contra numerosos grupos nativos, entre ellos los embus, gusiis , kipsigis, marakwets, nandis y turkanas.
En 1906, tras una violenta conquista, el pueblo embu quedó bajo dominio británico. Las requisas de terrenos efectuadas por la administración colonial en beneficio de propietarios europeos no afectaron gravemente las posesiones de los embus. La llegada de misioneros anglicanos benefició una rápida adaptación de los conquistados a los modelos culturales, políticos y económicos que traían los europeos. Así, en poco tiempo se involucraron con eficiencia al nuevo mercado como productores agrícolas.
A partir de la década de 1930, los campesinos embus aumentaron significativamente la producción de cultivos comerciales, en particular café y tabaco. A pesar de la relativa prosperidad que esto produjo, muchos miembros del pueblo embu se unieron a los rebeldes kikuyu para tomar las armas contra el gobierno colonial durante la Revuelta Mau Mau.
Después de decretar el estado de emergencia en 1952, el gobierno colonial detuvo entre 30.000 y 79.000 kikuyus, embus y merus sospechosos de pertenecer a Mau Mau. Las autoridades confinaron a estos detenidos en lugares como el campo de detención de Manyani. Por lo general, esas instalaciones carecían de atención médica, saneamiento, alimentos y agua potable. Los sospechosos eran golpeados, torturados o mantenidos en régimen de aislamiento durante períodos prolongados y con raciones inferiores a las autorizadas por los reglamentos. En esta confrontación contra el gobierno colonial fue destacable el arrojo de muchas mujeres de los pueblos kikuyu, meru y embu que arriesgaban sus vidas para llevar comida desde sus aldeas a los combatientes.

### Independencia
Desde la década de 1950 el pueblo embu ha ocupado un papel importante en la economía agrícola de Kenia a través de la producción de cultivos comerciales de alto valor. Sus integrantes junto con los de los pueblos kikuyu y meru formaron la elite económica de la nueva escena keniata tras la independencia. Sin embargo su influencia en la escena política parlamentaria del siglo XX no fue de peso, manteniendo una baja representatividad en los gobiernos, siempre por debajo de los gusii o los meru en cuanto a escaños.
En junio de 1960 se habían formado los dos principales partidos políticos anteriores a la independencia: la Unión Nacional Africana de Kenia (KANU), que principalmente representaba los intereses de las etnias kikuyu, luo, embu, meru, kamba y kisii y la Unión Democrática Africana de Kenia. (KADU), que representaba una alianza de los pueblos kalenjin, masái y grupos étnicos de la costa.

### Asociación Gikuyu, Embu, Meru (GEMA)
La asociación reunía a miembros de las etnias kikuyo, embu y meru. Fue fundada en 1971 como una organización cultural y de bienestar social. Durante la última década de la presidencia de Jomo Kenyatta, GEMA se convirtió en el colectivo de base étnica más importante de Kenia. Desde 1973, Njenga Karume, un hombre de negocios que había ayudado a lanzar Gema Holdings Ltd, dirigió GEMA como una sociedad de cartera para diversas empresas comerciales propiedad de sus miembros. La influencia política de GEMA alcanzó niveles considerables bajo Kenyatta. Según algunos críticos, rivalizaba con la Unión Nacional Africana de Kenia (KANU) en cuanto a poder e influencia porque contaba con el apoyo y la confianza de muchos miembros de la élite kikuyu cercana al presidente. Con la llegada del presidente Daniel Arap Moi la influencia de GEMA disminuyó. En 1980, una conferencia de líderes del KANU pidió la disolución de todas las organizaciones étnicas y la unidad nacional. Como resultado, GEMA y varios otros organismos terminaron sus actividades.

## Sociedad
La organización social se estructuró en base a una línea sucesoria patrilineal y la distribución de funciones a razón de los grupos de edad. La sociedad embu practicó la circuncisión masculina y femenina como ritual de paso entre la infancia y la edad adulta. El intento de las iglesias cristianas de prohibir la mutilación sexual femenina a principios de la década de 1920 provocó la reacción de los pueblos del monte Kenia. Los kikuyos, mayoritarios, alentaron una deserción masiva de alumnos de los colegios administrados por misioneros que defendían la prohibición y que contaban con el apoyo del gobierno colonial británico. Los embus no tan radicalizados en la defensa de la circuncisión femenina, igualmente apoyaron. La brecha que se abrió por esta diferencia entre europeos y africanos, al tratarse de un ritual tan arraigado en la cultura local, fomentó el surgimiento de nuevas iglesias cristianas independientes y étnicamente africanas en la primera mitad del siglo XX.r
Los consejos de ancianos eran los encargados de resolver las disputas internas de miembros de la etnia pero su autoridad no estaba respaldada por ninguna institución colonial o del estado keniata. Ocasionalmente las familias de la víctima de algún delito operaban como garantes de la sentencia o ejecutores de la misma.

## Economía
La economía embu se basa en la agricultura. Las mejores tierras y por ende las explotaciones más rentables se ubican entre los 1.200 y 2.100 metros sobre el nivel del mar. Son suelos volcánicos que permitieron instalar con éxito el cultivo comercial de café, té y pelitre (Anacyclus pyrethrum), además de otros productos para el consumo.

## Religión
En 1910 el pueblo embu recibió a misioneros anglicanos establecidos en Kigari. Estos introdujeron la educación de tipo europeo a través de escuelas y mejoraron el área sanitaria con la creación de centros de salud. Este proceso, que también benefició a sus vecinos mbere, se complementó con la introducción de nuevas técnicas agrícolas que aprovecharon para sus plantaciones tradicionales y para el desarrollo de nuevas explotaciones como café y tabaco. En el siglo XXI el 95% del pueblo embu forma parte de alguna de las iglesias cristianas europeas o independientes africanas. Un 5% mantienen la religión tradicional.

### Tradicional
En la tradición religiosa embu, Ngai es el nombre del ser supremo y creador de todo lo que existe. También es mencionado con los nombres Githuku, Maag u, Muga i, Mui-Kumbania, Murung u o Mwenenyaga. Como deidad mayor; Ngai también está presente en las culturas akamba, kikuyu y masái. Al igual que otros relatos de deidades africanas, Ngai dejó a las personas a su libre albedrío tras la creación. Se mantenía alejado y se interesaba poco por sus actividades cotidianas. La tradición lo ubica viviendo en el “cielo”, pero con hogares temporales en la Tierra, concretamente en las cimas de las montañas donde descansaba durante sus visitas al planeta. Los poderes de Ngai se manifiestan en la naturaleza a través del sol, la luna, las estrellas, la lluvia, el arco iris, los truenos y relámpagos. En la adaptación de Ngai en la tradición oral embu, a veces se lo mencionaba como Mwenenyaga. Siguiendo la costumbre de situarlo en moradas transitorias terrestres, aseguraban que vivía en el monte Kenia, al que llamaban Kirinyaga. Los cultos a Mwenenyaga incluían la reserva de arboledas con fines rituales en las que los ancianos del pueblo procedían a sacrificar animales en honor a la divinidad. En el transcurso del siglo XX y tras la cristianización de la cultura embu las arboledas fueron desmanteladas y convertidas en tierras de cultivo.